# Cornuclepsis
Cornuclepsis là một chi bướm đêm thuộc phân họ Tortricinae của họ Tortricidae.

## Các loài
- Cornuclepsis seminivea Razowski & Becker, 2000